# Флаг Пригородной волости (Пустошкинский район)
Флаг муниципального образования «Пригородная волость» Пустошкинского района Псковской области Российской Федерации — опознавательно-правовой знак, служащий официальным символом муниципального образования.
Флаг утверждён 31 марта 2011 года решением Собрания депутатов сельского поселения «Пригородная волость» № 42 и 10 декабря 2013 года внесён в Государственный геральдический регистр Российской Федерации с присвоением регистрационного номера 8882.

## Описание
«Прямоугольное белое полотнище с отношением ширины к длине 2:3, состоящее из 4-х горизонтальных полос — зелёной, белой, жёлтой и синей (в отношении 9:3:1:2)и несущие диагонально нисходящую полосу шириной 1/15 ширины полотнища, делящую (по осевой линии) край полотнища у древка в соотношении 3/7 и нижний край в соотношении 13/27; угол полотнища, отделённый жёлтыми полосами имеет синий цвет. Зелёная и белая части полотнища несут изображения из герба поселения: белой крепости и зелёных веток берёзы с жёлтыми серёжками соответственно».

## Символика
Пригородная волость граничит с центром Пустошкинского района городским поселением Пустошка, фактически являясь его пригородом. На флаге волости это отражено крепостью (город Пустошка) с каменной стеной, которая символически отражает название волости, как бы «при городе, пригород». Стена — символ надёжности и стойкости.
Перекрестье из двух жёлтых полос — фигура флага Пустошкинского района, в который входит Пригородная волость, что символически подчёркивает единство муниципальных образований, их тесные, дружеские взаимосвязи.
Ветки берёзы, украшающие белую полосу — символ бывшего Березянского сельсовета, вошедшего затем в состав Соинского сельсовета, земли которого вошли в состав Пригородной волости и составили её основу. Берёза — символ невинности, обаяния, мягкосердечия, чистоты.
Синий цвет (лазурь), не только символ многочисленных озёр и речек, расположенных на территории волости, но и символ возвышенных устремлений, искренности, преданности, возрождения.
Белый цвет (серебро) — символ чистоты, открытости, божественной мудрости, примирения.
Зелёный цвет символизирует природу, весну, здоровье, молодость и надежду.
Жёлтый цвет (золото) — символ высшей ценности, величия, богатства, урожая.